# Philodoria nigrella
Philodoria nigrella är en fjärilsart som först beskrevs av Walsingham 1907.  Philodoria nigrella ingår i släktet Philodoria och familjen styltmalar. Inga underarter finns listade i Catalogue of Life.